# Dora Schimanko

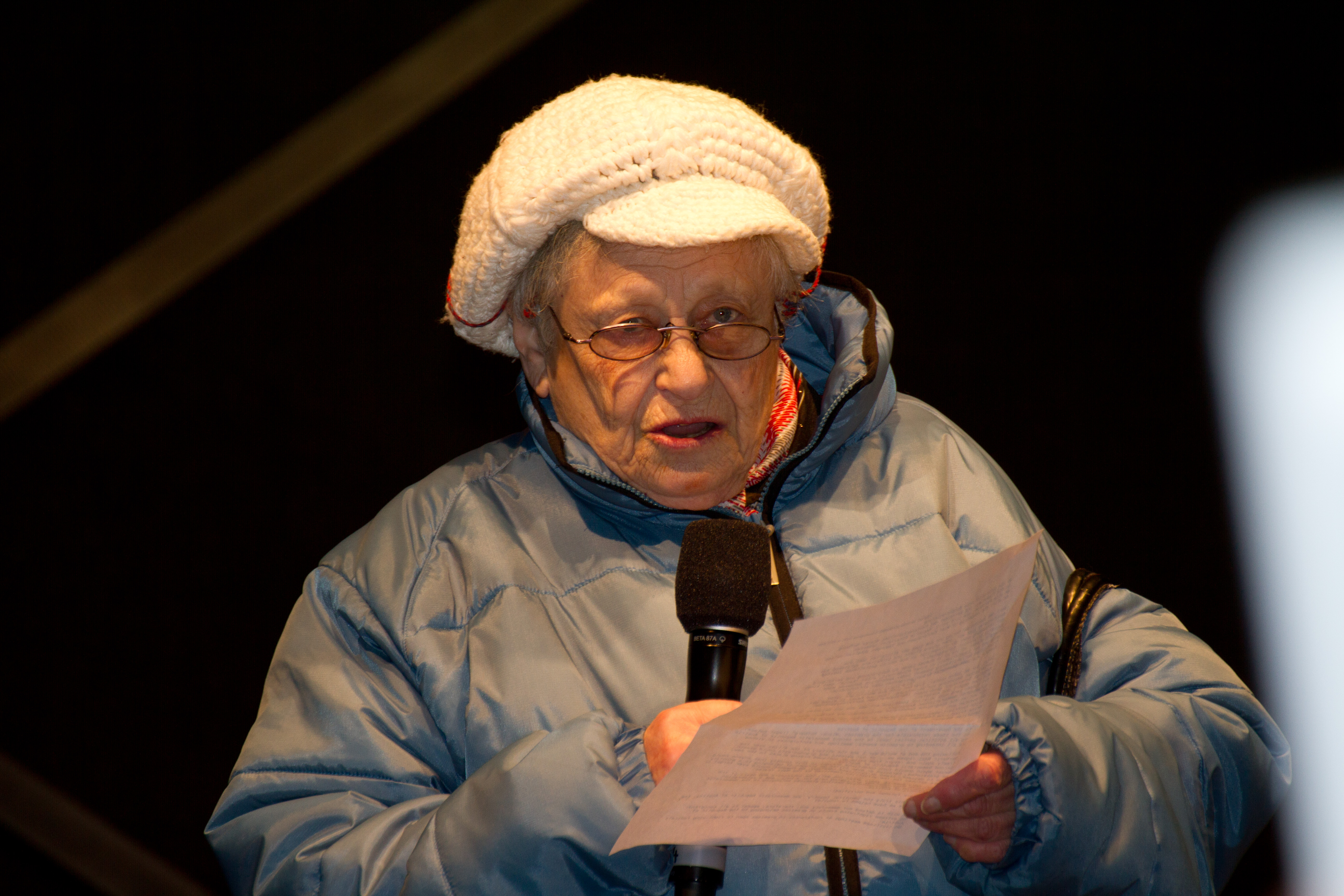
Dora Schimanko als Rednerin bei der Demonstration gegen den WKR-Ball 2012

Dora Schimanko (17. August 1932 in Wien – 24. Oktober 2020 ebendort) war eine Gärtnerin, frühere Emigrantin, Schriftstellerin und Zeitzeugin.

## Leben und Werk
Schimanko war die Urenkelin des Kaufmanns und kaiserlichen Ratsherren Max Schiff und die Nichte von Karl Popper. Ihre Familie kann auf eine lange Tradition sozialen  und kulturellen Engagements verweisen. Ihr Urgroßvater organisierte gemeinsam mit seiner Frau Caroline Schiff Ausspeisungen für die Armen, war Mitbegründer des Kreditorenvereins und in der Gesellschaft der Musikfreunde in Wien aktiv. Ihr Großvater, der Statistiker Walter Schiff, engagierte sich im Verein Wiener Settlement, war Mitbegründer des ersten öffentlichen Realgymnasiums für Mädchen und initiierte den Warenkorb, der heute noch – als Verbraucherpreisindex – die Grundlage für Lohnrunden und Versicherungsanpassungen bildet. Ihre Mutter war Geigerin und veranstaltete oft Hauskonzerte.
Die kleine Dora war ein selbstbewusstes Mädchen. Als sie bei einer Begrüßung am Lockenkopf gestreichelt wurde, wehrte sie sich: „Ich bin ein Mensch und kein Schoßhund, den man ungefragt streichelt.“ Ihr Großvater rügte sie nicht darob nicht, sondern bemerkte: „Das ist noch gut ausgegangen, ein Hunderl hätte vielleicht zugebissen!“ Die glückliche Kinderwelt der 6-jährigen zerbrach jäh im Jahre 1938, als die ganze Familie vor den Nazis nach England flüchten musste. „Wir haben es uns aussuchen können. Ob sie uns als Linke oder als Juden verfolgt hätten, wäre in unserem Fall völlig egal gewesen.“ Mit einem Kindertransport kam Schimanko als Sechsjährige zu ihrem Großvater nach London und konnte erst 1946 nach Wien zurückkehren. „Als Heimkehrer hatten wir nichts. Die enteignete Wohnung bekamen wir nicht zurück. Wir waren obdachlos. Hilfe Null.“ Freunde halfen, Dora wurde Gärtnerin. Sie engagierte sich zuerst in der Freien Österreichischen Jugend, der damals Kommunisten, Sozialisten und Katholische angehörten, und später, wie die meisten ihrer näheren Verwandten, in der KPÖ.
2006 veröffentlichte die Theodor Kramer Gesellschaft ihr Buch Warum so und nicht anders, welches ihre Großfamilie – die Schiffs – beschrieb. Eine Reihe von Mitgliedern dieser jüdischen Mittelschichtsfamilie spielte eine wichtige Rolle im Wien der Jahrhundertwende und in der Ersten Republik. Die Nationalsozialisten ermordeten einige Familienmitglieder und vertrieben die  anderen.
Im Jahr 2014 verglich sie den Polizeieinsatz betreffend die Demonstration gegen den Akademikerball mit den Protesten gegen das Schattendorfer Urteil im Jahr 1927, welche aufgrund massiven Einschreitens der Polizei zum Brand des Wiener Justizpalastes führte. Sie kritisierte massiv die politisch Verantwortlichen.

### Als Zeitzeugin und Aktivistin
Schimanko war viele Jahre als Zeitzeugin in Schulen, öffentlichen Veranstaltungen und Medien aktiv. Sie engagiert sich – gemeinsam mit Konstantin Wecker und anderen – für das Projekt Rassismusfreie Zone in der  Leopoldstadt und sprach sich deutlich gegen die Veranstaltung des Akademikerballs in der Wiener Hofburg aus. Schimanko setzte sich auch gegen die Verbauung des öffentlichen Augartenspitzes durch einen privaten Verein ein. Sie sprach bei zwei Kundgebungen der Plattform Jetzt Zeichen setzen! auf dem Wiener Heldenplatz: 2012 am Holocaust-Gedenktag, 2015 auf der Protestkundgebung gegen den Akademikerball.
Schimanko lebte im 2. Wiener Gemeindebezirk Leopoldstadt. Sie verstarb am 24. Oktober 2020 in Wien.

## Buchpublikation
- Warum so und nicht anders. Die Schiffs: Eine Familie wird vorgestellt, Wien: Theodor Kramer Gesellschaft 2006.

## Nachweise
1. 1 2 3  Doris Kittler: Das Buch singt, Rezension des Buches von Dora Schimanko, abgerufen am 14. Dezember 2014
2. ↑  Rassismusfreie Zone, abgerufen am 14. Dezember 2014
3. ↑  Zeitzeugin Dora Schimanko verstorben. In: derstandard.at. 29. Oktober 2020, abgerufen am 2. Februar 2024.

| Personendaten    | Personendaten                                                                 |
| ---------------- | ----------------------------------------------------------------------------- |
| NAME             | Schimanko, Dora                                                               |
| KURZBESCHREIBUNG | österreichische Überlebende des NS-Regimes, Gärtnerin, Autorin und Zeitzeugin |
| GEBURTSDATUM     | 17. August 1932                                                               |
| GEBURTSORT       | Wien                                                                          |
| STERBEDATUM      | 24. Oktober 2020                                                              |
| STERBEORT        | Wien                                                                          |